# 리처드 S. 위트컴
리차드 S. 위트컴(Richard S. Whitcomb, 1894년 12월 27일 ~ 1982년 7월 12일)은 미국 육군의 준장이다. 제1차 세계 대전, 제2차 세계 대전, 6.25 전쟁을 종군하였으며, 전쟁으로 고통받는 한국인들을 물심양면으로 도왔다.

## 군대 경력
제2차 세계 대전 발발 당시 소령이었다. 그는 아이슬란드에서 1941년부터 1943년까지 근무하고 제11항만중대(11th Port Company) 중대장으로서 영국과 프랑스에서 1943년부터 1945년까지 종군하였다. 종전을 맞이하고 얼마 안되어 준장으로 승진하고, 필리핀의 마닐라 항만 사령관을 지냈다.
한국 전쟁에서는 1953년부터 1954년까지 제2군수사령부 사령관으로 복무하였다. 휴전 체결 직후 1953년 11월에 부산 피란민 판자촌에서 큰불이 났을 때 30,000여 이재민들을 위해 옷과 식량을 풀었고, 이 일이 전시 군수사령관으로서 권한남용이라는 지적을 받아 미국 의회에 소환되었다.

## 전역 후
제2군수사령부 사령관 직임을 끝으로 1955년 퇴역하였다. 그는 대한민국에 남아 피란민과 전쟁고아를 위한 모금을 위해 한복을 입고 캠페인을 벌었다. 전후 복구 사업과 장진호 전투에서 전사한 미군 유해 송환 사업에 남은 여생을 보냈다.
1982년 7월 12일 사망 후 고인의 뜻에 따라 부산에 있는 재한유엔기념공원에 안장되었다.

## 한국인을 위한 공헌 활동
위트컴 장군은 실로 ‘한국인보다 한국을 더 사랑한 미국인’이었다. 6.25 전쟁으로 고통받고 있는 수많은 한국인들을 위해 다음과 같이 헌신적인 노력을 기울였다.
- 부산 역전 대화재 구호 활동

1953년 11월 피란민 판자촌에서 시작된 화재가 부산역까지 번져 6000여 가구가 불에 타고 29명의 사상자, 3만여 명의 이재민이 발생하였다, 추위는 닥쳐오고 모든 물자가 부족해 이들을 도울 방법이 없을 때 부산 주둔 유엔군 군수사령관이던 위트컴 장군은 주저 없이 군수창고를 개방해 이재민들을 위한 천막을 지어주고 음식과 의복을 제공했다.
- 메리놀병원 등 의료시설 건립 지원

피란민과 전쟁고아를 진료할 의료시설이 크게 부족해지자 위트컴 장군은 미군 장병의 월급을 1%씩 모으는 한편 직접 한복을 입고 거리로 나가 모금 운동을 벌였다. 이 기금을 모태로 메리놀병원 등 부산 지역에 여러 큰 병원이 건립되었다.
- 부산대 장전캠퍼스 조성 지원

위트컴 장군은 1946년에 종합국립대학으로 신설되었으나 교지 부족으로 어려움을 겪고 있던 부산대학교 윤인구 총장의 말을 듣고 안타까워했다. 그는 이승만 대통령과 경남도지사를 설득해 국유지로 남아 있던 일본 적산토지 1,653,000m2(50만여 평)를 무상으로 제공하도록 했다. 위트컴 사령관은 캠퍼스 시설공사를 한국민사원조처(KCAC) 프로그램을 통해 건축용 자재를 지원받을 수 있게 하고 휘하 공병부대를 시켜 인접도로 건설을 지원하는 등 배려했다.

## 유산
위트컴은 전역 후 다시 한국에 돌아와 ‘한미재단’을 설립해 전쟁고아의 지원과 북한지역 미군병사 유해 발굴 및 송환에 힘썼다. 그는 천안에서 우리나라 최초의 아동보육시설 법인인 ‘익선원’을 운영하고 있던 한묘숙(1927~2017) 여사를 만나 부부의 연을 맺었다. 이 시설은 1982년 그의 사후 위트컴 픠망재단(이사장 한묘숙)으로 확대 발전하였다.
2023년 한미동맹 70주년을 맞아 부산시민들의 자발적인 모금으로 위트컴 장군의 기념조형물이 부산시에 건립되었다. 위트컴 장군이 전쟁고아와 손을 잡고 걸어가는 모습의 조형물이 같은 해 11월 11일 재한유엔기념공원 옆 평화공원에서 제막되었다.

## 상훈
- 대한민국 정부로부터 제1등급 국민훈장 무궁화장을2022년 11월 8일 사후에 수여받았다.[5][6] 이 훈장은 같은 해 11월 11일 재한유엔기념공원에서 열린 ‘턴 투워드 부산’(Turn Toward Busan) 행사에서 한덕수 국무총리가 민태정 위트컴희망재단 이사장에게 전수했다.